# (34958) 1357 T-2
1357 T-2 (asteroide 34958) é um asteroide da cintura principal. Possui uma excentricidade de 0.11045750 e uma inclinação de 4.56821º.
Este asteroide foi descoberto no dia 29 de setembro de 1973 por Cornelis Johannes van Houten e Ingrid van Houten-Groeneveld e Tom Gehrels em Palomar.